# Syllepte chalybifascia
Syllepte chalybifascia is een vlinder uit de familie van de grasmotten (Crambidae). De wetenschappelijke naam van deze soort is voor het eerst voorgesteld door George Francis Hampson in een publicatie uit 1896.
De soort komt voor in India (Nagaland) en China (Hainan).